# 彩虹集團新能源
彩虹集團新能源股份有限公司，簡稱彩虹集團新能源股份以及彩虹集團新能源（英語：IRICO Group New Energy Company Limited，港交所：0438），在2004年9月10日，由陝西彩虹集團公司分拆現時業務為生產及銷售液晶显示器件、电子玻璃、发光材料、高精密金属，以及太陽能產品。
前身為「彩虹集團電子股份有限公司」。
該總部位於中國陝西省咸陽市彩虹路1號郵編712021。董事長及總裁為陶魁。該股份在2004年12月20日於香港交易所主板上市。招股價為1.58港元，全球發行股份為4.85亿股来计，公司将集资7.67亿港元。

## 連結
- 彩虹集團新能源股份有限公司 （页面存档备份，存于）